# Slag bij Mill Springs
De Slag bij Mill Springs vond plaats op 19 januari 1862 in Pulaski County, Kentucky en Wayne County, Kentucky tijdens de Amerikaanse Burgeroorlog.
Deze slag is ook bekend als de Slag bij Fishing Creek of de Slag bij Logan's Cross Roads.

## Achtergrond
In 1861 had Kentucky zich neutraal verklaard in het conflict tussen Noord en Zuid. Deze neutraliteit werd echter snel geschonden. Op 3 september 1861 bezette de Zuidelijke brigadegeneraal Gideon J. Pillow de stad Columbus. De Noordelijken onder leiding van Ulysses S. Grant bezetten als antwoord hierop Paducah. Hierdoor was de functie van Kentucky als bufferzone tenietgedaan door de manoeuvres van beide partijen.
Begin 1862 was de Zuidelijke generaal Albert Sidney Johnston commandant van alle troepen in Arkansas en Kentucky tot de Cumberland Gap. Zijn eenheden vormden een defensieve linie en waren dus dun gespreid. Op zijn linkerflank bevond Polk zich met 12000 soldaten. Het centrum werd gevormd door de forten Henry en Donelson en 4000 soldaten onder leiding van brigadegeneraal Lloyd Tilghman. Deze forten beschermden de sleutelposities bij de rivieren de Tennessee en de Cumberland. Zijn rechterflank bevond zich in Kentucky waar brigadegeneraal Simon Bolivar Buckner 4000 soldaten onder zich had bij Bowling Green. 4000 soldaten onder leiding van generaal-majoor George B. Crittenden bewaakten de Cumberland Gap, de toegang tot het door het Noorden gecontroleerde Oost-Tennessee.
Crittendens 1e brigade, onder leiding van brigadegeneraal Felix Zollicoffer bewaakte de Cumberland Gap zelf. Nadat de Gap voldoende versterkt was, rukte Zollicoffer in november 1861 op in westelijk Kentucky om aansluiting te zoeken met de Zuidelijke eenheden bij Bowling Green. Hierdoor werd de Zuidelijke controle op de streek rond Somerset vergroot. De zuidelijke oever van de Cumberland nabij Mill Springs was een natuurlijk sterk verdedigbaar punt. De noordelijke oever echter was moeilijker te verdedigen. Zollicoffer had geen militaire voorgeschiedenis. Wel was hij een politicus geweest. Vanuit dit electorale oogpunt had hij zijn manschappen zo dicht mogelijk bij de Noordelijke linies gebracht, namelijk langs de noordelijke oever. Zowel Crittenden als Johnston gaven orders aan Zollicoffer om zijn troepen op de zuidelijke oever te installeren. Zollicoffer kon of wilde deze bevelen niet uitvoeren. Hij bracht het argument aan dat hij te weinig boten had om zijn soldaten over te zetten, met het gevaar dat hij misschien tijdens de overtocht zou aangevallen worden door de Noordelijken.
De Noordelijke brigadegeneraal George H. Thomas kreeg het bevel om de Zuidelijken over de Cumberland te jagen en het leger van Crittenden te verslaan. Na een moeilijke mars vanuit Lebanon, Kentucky; kwam Thomas op 17 januari aan bij Logan's Crossroads. Daar wachtte hij totdat de eenheden onder brigadegeneraal Albin F. Schoepf hem konden vervoegen. Toen Crittenden zijn linies inspecteerde, kwam hij tot de vaststelling dat de stellingen van Zollicoffer veel gevaar inhielden. Crittenden plande een aanval op de Noordelijken, voor ze zich konden verenigen tegen zijn stellingen. Drie brigades van het Noordelijk leger onder Thomas bevonden zich bij Logan's Crossroads. Schoepfs brigade was nog in Somerset, waar hij moeilijkheden had om Fishing Creek over te geraken. Crittenden gaf het bevel aan Zollicoffer om de Noordelijke brigades onder Thomas aan te vallen bij zonsopgang op 19 januari.

## De slag
De Zuidelijke opmars werd vertraagd door de regen en de modderige wegen. Toen ze bij Logan's Crossroads aankwamen, hadden ze het koud. Velen van hen waren uitgerust met musketten. In dit koud en vochtig weer waren vele geweren onbruikbaar geworden. Het verrassingselement was verdwenen door de trage opmars. Toch boekten ze enig succes bij het begin van hun drieste aanval. De 4th Kentucky Infantry moest plaats ruimen voor de 15th Mississippi Infantry en de 20th Tennessee. Ook de 2nd Minnesota, de 10th Indiana en cavalerie werden teruggedrongen.
Er heerste alom verwarring door de slechte zichtbaarheid in de donkere bossen. Zollicoffer sneuvelde toen hij de 4th Kentucky voor zijn eigen soldaten aanzag. Door de plotse dood van hun bevelhebber en het zware spervuur van de Noordelijke soldaten werd het centrum van de Zuidelijke linie bedreigd. Crittenden kon echter voorkomen dat de linie brak en beval een algemene aanval voor Zollicoffers brigade en de brigade van generaal William H. Carrol.
Op dit moment arriveert Thomas op het slagveld. Hij laat de 9th Ohio oprukken ondersteund door het vuur van de 2nd Minnesota. Toen de 9th Ohio de vijandelijke linkerflank keerde, was de slag gewonnen. De Zuidelijken vluchtten in de grootste wanorde terug naar Mill Springs. De pogingen van Crittenden om zijn mannen tegen te houden mislukken. Ze lieten 12 kanonnen, 150 karren en meer dan 1000 paarden en muilezels achter op het slagveld. De vluchtende soldaten hielden maar halt toen ze als in Chestnut Mound in Tennessee aangekomen waren.

## Gevolgen
Er waren relatief weinig slachtoffers gevallen. De Noordelijken hadden 39 gesneuvelden en 207 gewonden te betreuren. De Zuidelijken hadden 125 gesneuvelden en 404 gewonden en vermisten. De loopbaan van Crittenden als bevelhebber van een leger was ten einde. Hij werd korpscommandant onder Buckner in Bowling Green. Twee maanden daarna werd hij ontheven van zijn commando en opgesloten voor openbare dronkenschap.
De Slag bij Mill Springs, samen met de Slag bij Middle Creek brak de Zuidelijke defensieve linie in oostelijk Kentucky. Vanaf februari zouden de Noordelijken het strijdtoneel verplaatsen naar Tennessee.